# Palanzone
Il Palanzone o Palanzolo (Palanzùn o Palanzöö nel dialetto locale) è una cima delle Prealpi lombarde.

## Caratteristiche
Il monte è alto 1436 metri s.l.m.: collocato nel Triangolo Lariano, ne è la seconda cima per altezza, venendo superata solo dal Monte San Primo.
Dalla cima si gode di ampio panorama sul Lago di Como (a Ovest) e sulla Pianura padana (a Sud).
Sua caratteristica è la curiosa cappella di vetta: a forma di piramide, venne edificata nel 1900 a cura del Circolo Alessandro Volta dell'oratorio San Filippo di Como. Fu restaurata nel 1981 e nel 2002 grazie al gruppo alpini di Palanzo.

## Rifugi
Sul versante Ovest del Palanzone, ad una quota di 1285 m s.l.m., si trova il Rifugio G. Riella, noto in passato anche con il nome del Monte: vi passa il sentiero detto Dorsale del Triangolo Lariano ed è gestito dalla Sezione di Como del Club Alpino Italiano. Nei giorni festivi e nel periodo estivo ospita un ristorante, con relativa cucina tipica.
In direzione Sud-Ovest, a metà strada tra Palanzone e Bolettone, si trova la Capanna Mara: più precisamente è ad un'ora di marcia lungo il percorso proveniente dall'Alpe del Viceré, nel comune di Albavilla.

## Escursioni
Questa cima, meta di molte escursioni per l'appagante panorama, presenta diverse vie d'accesso: il sentiero più semplice parte dall'Alpe del Viceré e in 1h45' conduce sulla cima; tracciato altrettanto semplice è quello che risale dal Pian del Tivano, nei pressi del Rifugio Stoppani, mentre la salita dal Forum Franciscanum di Caslino d'Erba richiede un discreto impegno fisico; dalla frazione Palanzo (da cui la montagna ha preso il nome) in territorio di Faggeto Lario sale una strada agrosilvopastorale, percorribile anche con mezzi meccanici (debitamente autorizzati).
Il percorso più suggestivo è quello della Dorsale del Triangolo Lariano: parte da Brunate (a cui vi si può accedere con la funicolare da Como) e, tenendo l'ampia mulattiera di cresta, sale prima sul monte Bolettone, per poi raggiungere il Palanzone, e quindi proseguire verso la Colma del Piano e il Monte San Primo.
Tutti questi tracciati sono frequentati da molti ciclocrossisti, specialmente durante la stagione estiva.

## Dintorni
Tutte le montagne della zona, essendo costituite da rocce calcaree, sono soggette a carsismo. A poche centinaia di metri del Rifugio Palanzone, seguendo la Dorsale del Triangolo Lariano in direzione nord, si incontra la grotta Guglielmo, poco più avanti, nel piccolo pianoro tra il Monte Bûl ed il Monte di Faello, una grossa dolina coperta da un gruppo di piante.
Sul lato est del Palanzone, lungo il sentiero che porta verso Rezzago, si trova un'altra piccola grotta, non facile da individuare.

## Avvenimenti
Il 26 aprile 2005, nei pressi della cima del Palanzone, precipitò un elicottero Agusta-Bell AB212 dell'Aeronautica Militare, partito dall'Aeroporto di Linate e giunto sul posto per un'esercitazione di soccorso alpino; l'aeromobile, precipitato per un contatto con la montagna a causa del forte vento di quel giorno, trasportava sei membri d'equipaggio, tutti appartenenti alla squadriglia SAR di Linate: quattro morirono sul colpo, uno poche ore dopo all'ospedale di Gravedona, mentre il sesto - sceso dal velivolo poco prima per simulare la parte del ferito - ne uscì illeso.

## Galleria d'immagini

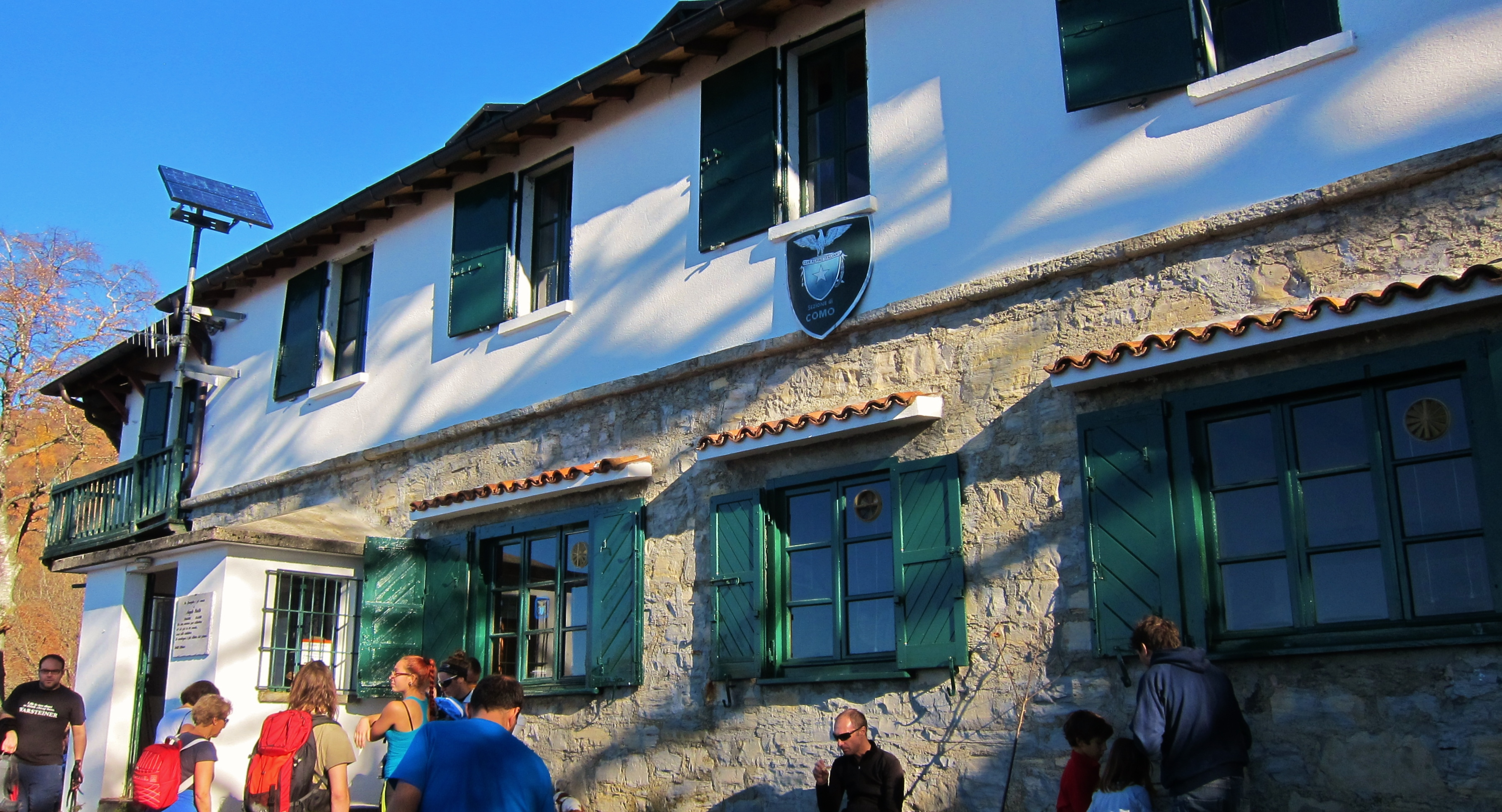
L'ingresso del Rifugio Riella
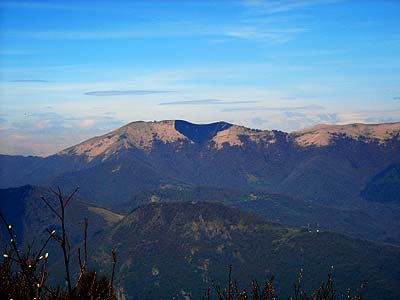
Palanzone, 28.4.2005. Evidenti i segni lasciati dall'incidente dell'Agusta-Bell AB212
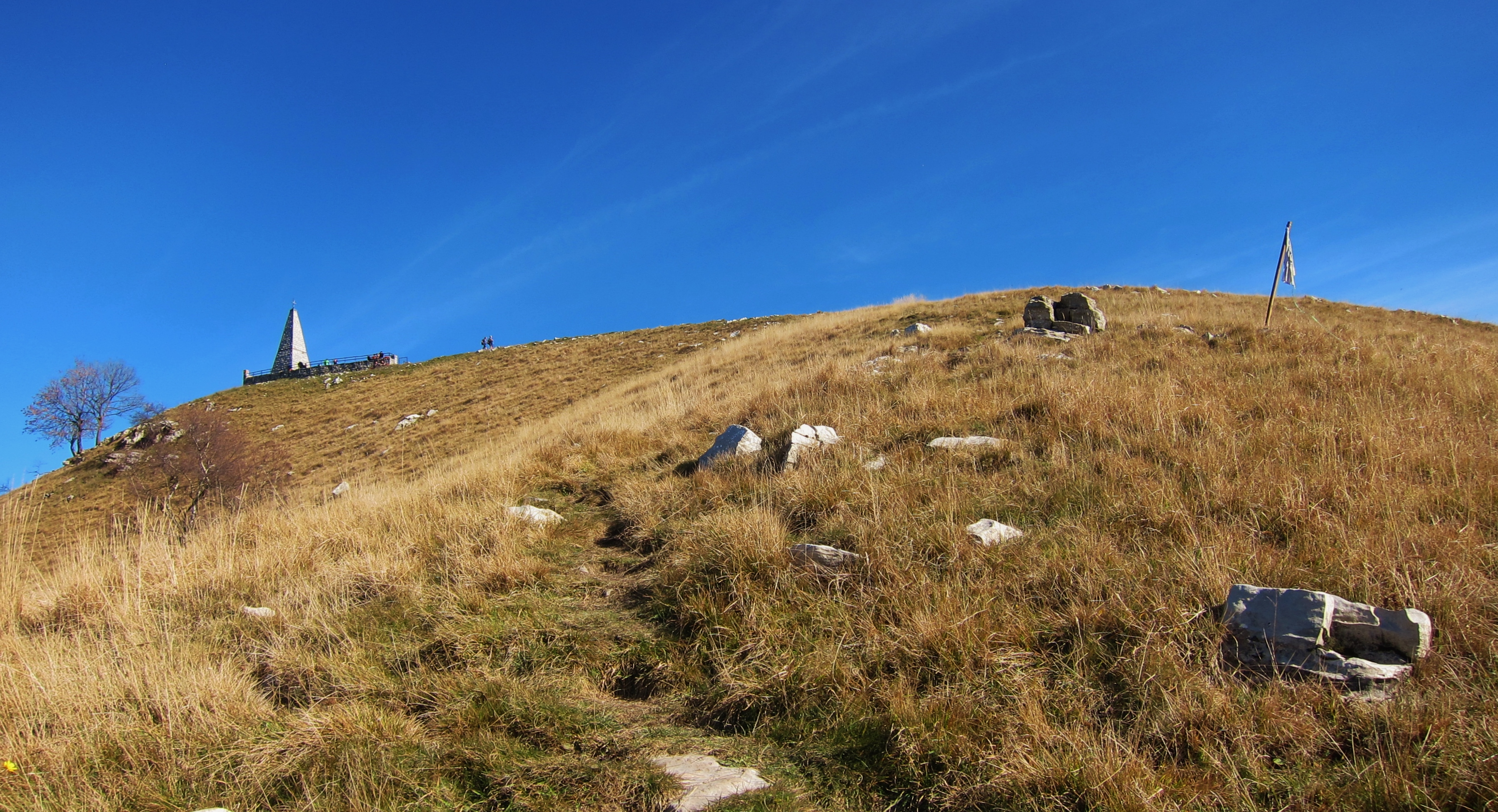
La cima vista dal versante ovest
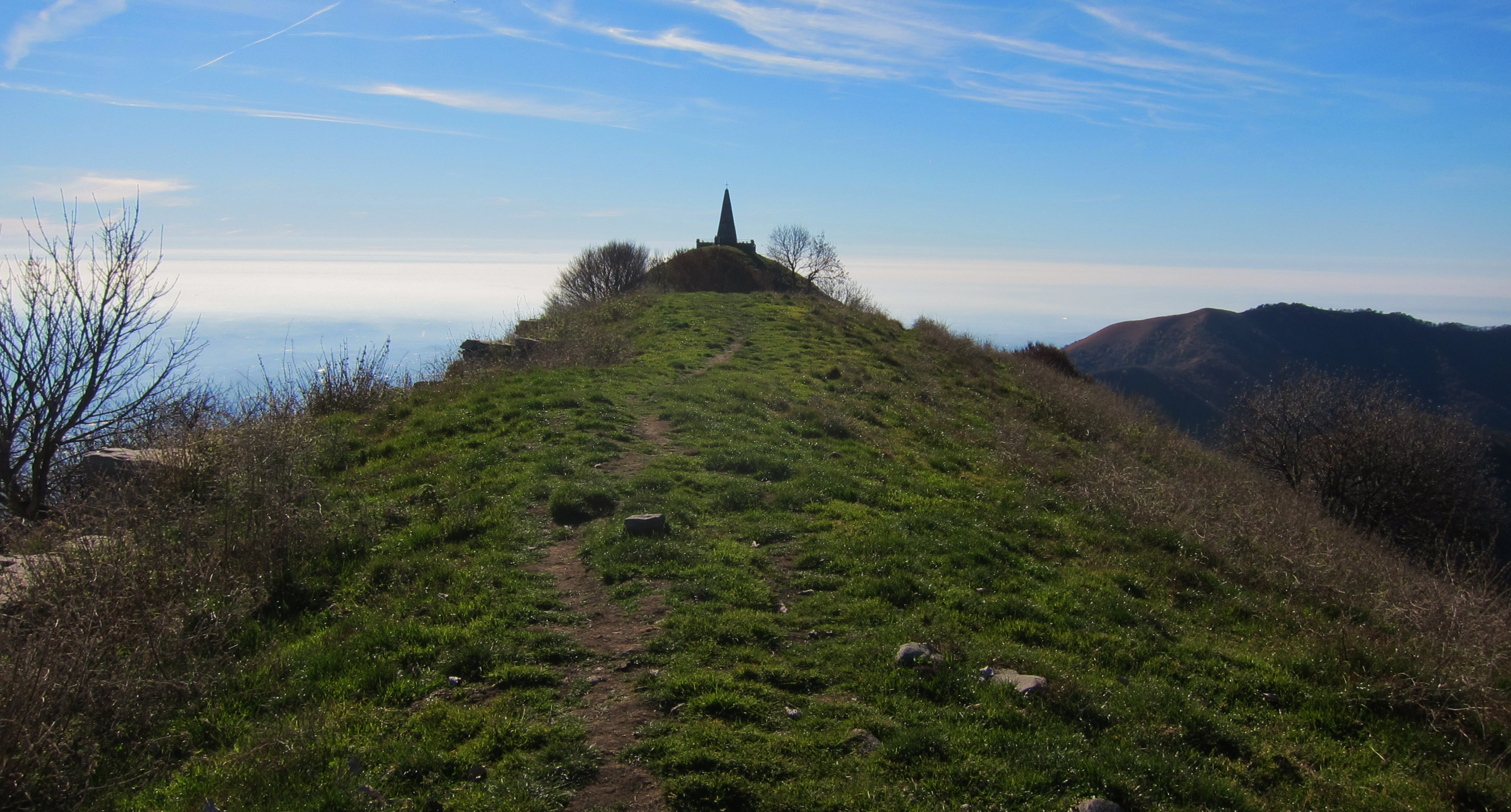
La piramide della cima vista dal sentiero che la raggiunge da nord
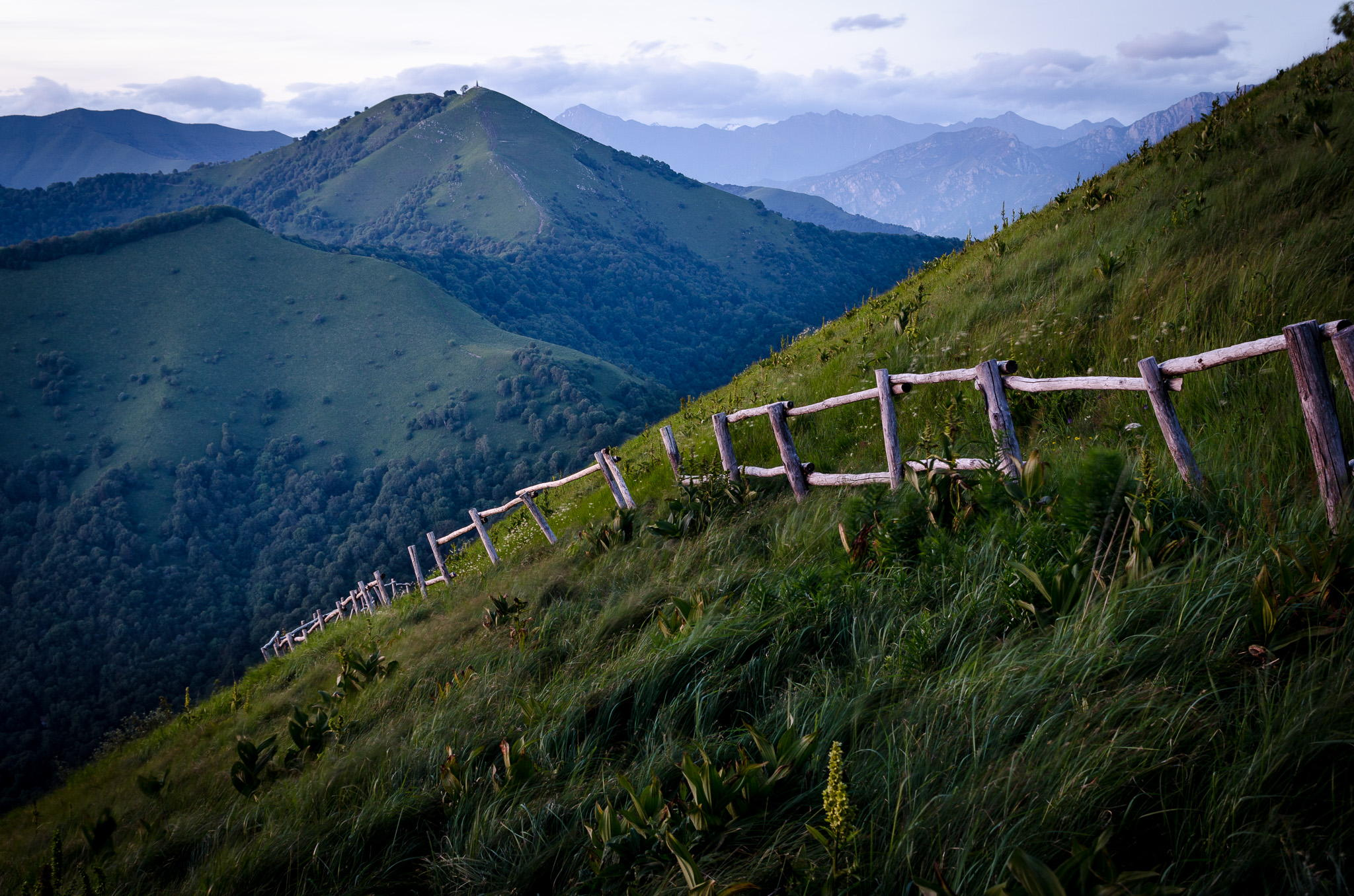
Vista panoramica del Palanzone